# Bedenj
Bedenj – wieś w Słowenii, w gminie Črnomelj. W 2018 roku liczyła 65 mieszkańców.